# Jean Charay
Vous pouvez aider à l'améliorer ou bien discuter des problèmes sur sa page de discussion.
- Il ne cite pas suffisamment ses sources. Vous pouvez indiquer les passages à sourcer avec {{référence nécessaire}} ou {{Référence souhaitée}}, et inclure les références utiles en les liant aux notes de bas de page. (Marqué depuis janvier 2022)
- Il contient une ou plusieurs listes. Le texte gagnerait à être rédigé sous la forme d’un ou plusieurs paragraphes synthétiques, afin d’être plus agréable à lire. (Marqué depuis mars 2011)
- Il doit être recyclé. La réorganisation et la clarification du contenu sont nécessaires. (Marqué depuis janvier 2022)

- Archive Wikiwix
- Bing
- Cairn
- DuckDuckGo
- E. Universalis
- Gallica
- Google
- G. Books
- G. News
- G. Scholar
- Persée
- Qwant
- (zh) Baidu
- (ru) Yandex
- (wd) trouver des œuvres sur Wikidata

L'abbé Jean Charay est un prêtre, historien, archéologue, écrivain et humaniste né le 13 août 1916 à Vals-les-Bains (Ardèche) et décédé le 29 mai 1997 à Aubenas.

## Chiffre de Jean Charay
Le chiffre de Jean Charay, dessiné et gravé par Jean Chièze, fait apparaître la croix, symbole de la foi, l'ancre symbole de l'espérance, et le cœur symbole de la charité.

## Repères biographiques
- 1916 - 13 août : Naissance à Vals-les-Bains.
- 1925 - 1933 : Études secondaires à la Maîtrise de la cathédrale de Viviers, puis au Collège du Sacré-Cœur à Annonay.
- 1933 - 1939 : Études au Grand Séminaire de Viviers.
- 1939 - 1er juillet : Ordonné prêtre par Alfred Couderc, évêque de Viviers.
- 1939 - 1962 : Professeur au Petit Séminaire d'Aubenas.
- 1947 - 1948 : Suit en "auditeur libre" les cours à l'École nationale des Chartes et l'École du Louvre à Paris.
- 1949 : Première conférence sur l'histoire d'Aubenas.
- 1952 : Membre de la Commission Supérieure des Monuments Historiques.
- 1955 - 10 décembre : Officier d'Académie pour "services rendus à l'histoire locale".
- 1956 - 1986 : Conservateur du château d'Aubenas.
- 1956 - 1992 : Conservateur des Archives Anciennes d'Aubenas.
- 1956 - 1994 : Membre du Comité National Olivier de Serres.
- 1957 - 1977 : Membre du Bureau de la Revue du Vivarais.
- 1958 - 1992 : Membre du bureau du Syndicat d'Initiatives, de la Foire commerciale d'Aubenas, de la Bibliothèque Municipale, et de l'Association des Amis du Patrimoine.
- 1960 - 1994 : Conservateur du Dôme Saint-Benoît d'Aubenas et organisateur dans cet édifice du Regroupement d'Objets d'Art Religieux.
- 1964 - 24 juin : Chevalier dans l'Ordre National du Mérite.
- 1965 : Membre fondateur et l'un des premiers vice-présidents de la Société de Sauvegarde des Monuments Anciens de l'Ardèche.
- 1965 - 1982 : Conservateur des Antiquités et Objets d'Art du Département de l'Ardèche.
- 1968 : Lauréat de la Société des Gens de Lettres.
- 1970 : Membre Correspondant de l'Académie Drômoise, membre de la Commission départementale des Objets Mobiliers.
- 1970 - 1983 : Membre de la Commission du Conseil Départemental d’Architecture.
- 1970 - 1986 : Conservateur du château de Vogüé, où il installera en 1972 le Centre Départemental de Documentation, Secrétaire Général de l'Association Vivante Ardèche.
- 1971 : Membre et secrétaire de la Commission Diocésaine d'Art Sacré.
- 1971 -1997 : Membre du comité de la Revue de la Société des Enfants et Amis de Villeneuve-de-Berg.
- 1975 : Lauréat de l'Académie des sciences, belles-lettres et arts de Lyon. Membre correspondant de cette même Académie.
- 1977 : Lauréat de l'Institut de France, Lauréat de l'Académie des inscriptions et belles-lettres.
- 1977 - 28 décembre : Chevalier dans l'Ordre National de la Légion d'Honneur.
- 1979 : président fondateur de la Section de l'Ardèche de l'Association des membres de l'Ordre National du Mérite.
- 1980 : Lauréat du Conseil Général de l'Ardèche. Lauréat du Ministère de la Culture.
- 1982 - 4 février : Lauréat de l'Académie Française. Officier dans l'Ordre des Palmes Académiques.
- 1983 - 20 octobre : Donation d'une partie importante de sa bibliothèque (environ 4 000 volumes) à la Bibliothèque Municipale d'Aubenas.
- 1986 - 25 septembre : Donation de sa collection d’œuvres d'art à la ville d'Aubenas, reçoit la médaille de la ville d'Aubenas et du département de l'Ardèche.
- 1989 : Cofondateur, premier Vice-Président puis Secrétaire Perpétuel de l'Académie des Sciences, Lettres et Arts de l'Ardèche. Membre du Comité Départemental du Bicentenaire de la Révolution Française en Ardèche.
- 1991 : coprésident d'honneur de l'Association pour l'Animation du château d'Aubenas.
- 1992 - 20 mai : médaille d'argent de la ville de Privas pour le don fait à la Médiathèque Municipale de 41 volumes reliés de ses œuvres portant son ex-libris. Fait don aux Archives départementales de l'Ardèche d'une partie importante de ses Archives personnelles.
- 1992 - 12 août : don d'une collection de ses ouvrages à la bibliothèque municipale de Laurac.
- 1994 : don à la bibliothèque municipale de Vals-les-Bains de 87 ouvrages brochés dont il est l'auteur.
- 1996 : don à la commune d'Alba-la-Romaine, berceau de sa famille paternelle, d'un ensemble de sept gravures anciennes. Désigne M. François Hartman comme exécuteur testamentaire.
- 1997 - 29 mai : décès à Aubenas.
- 1997 - 4 juin : obsèques religieuses en l'église Saint-Martin de Vals-les-Bains, puis dispersion de ses cendres selon ses dernières volontés, dans la tombe des Pères Jésuites (qu'il avait fait restaurer) au cimetière d'Aubenas. Lègue tous ses biens à la ville de Vals-les-Bains.

## Publications
Cette liste abrégée a été établie par Jean-Pierre Geay membre de l'Académie des Sciences, Lettres et Arts de l'Ardèche[réf. nécessaire].
- 1950 : Historique du Petit séminaire de l'Immaculée-Conception d'Aubenas, prix Montyon 1952 de l’Académie française.
- 1950 : Aubenas-en-Vivarais, Aubenas et ses seigneurs au Moyen Âge, tome 1.
- 1952 : Aubenas-en-Vivarais, Aubenas et ses seigneurs au Moyen Âge, tome 2.
- 1959 : Petite histoire politique et administrative du Vivarais.
- 1961 : Ardèche-Vivarais, Terre de Noblesse.
- 1968 : Vogüé-sur-Ardèche : Voyage et Visages.
- 1971 : Vie du Maréchal Jean-Baptiste d'Ornano, prix Albéric-Rocheron 1972 de l'Académie française.
- 1975 : Vie du Maréchal Alphonse d'Ornano.
- 1977 : Petite histoire de l'église diocésaine de Viviers.
- 1978 : Guide du Patrimoine Ardéchois
- 1980 : Ardèche, Ancien Vivarais : une terre, une histoire, un héritage, prix Toutain 1981 de l'Académie française.
- 1981 : Tourment et Salut de l'Homme.
- 1982 : Étrange dualisme de l'Homme. Sublime vocation de l'Homme. Quatre ardéchois sous la Coupole.
- 1983 : Harmonie Universelle.
- 1984 : Triple Regard : l'Homme, le Monde, Dieu. Harmonie Cosmique et Divine. Aubenas-en-Vivarais: Compréhension de l'histoire, vocation et destin d'une ville.
- 1986 : Histoire du Dôme Saint-Benoît et des Bénédictines d'Aubenas.
- 1988 : Mémoire sur la métamorphose de la liturgie catholique en France au cours du XXe siècle.
- 1990 : La Conquête de l'eau par Aubenas. Salut universel.
- 1991 : Développement économique d'Aubenas du XIIe  au  XIXe siècle.
- 1994 : Création et Évolution.
- 2010 : Aubenas, Histoire et Patrimoine. Ce livre publié à titre posthume aux éditions Dolmazon, provient de notes rassemblées par l'Association Les Amis de Jean Charay.

## Sources
- Hommage à Jean Charay, édité par l'Académie des sciences, lettres et arts de l'Ardèche, à l'occasion des Journées Jean Charay 20-21 mai 2006.